# پیوند قطبی

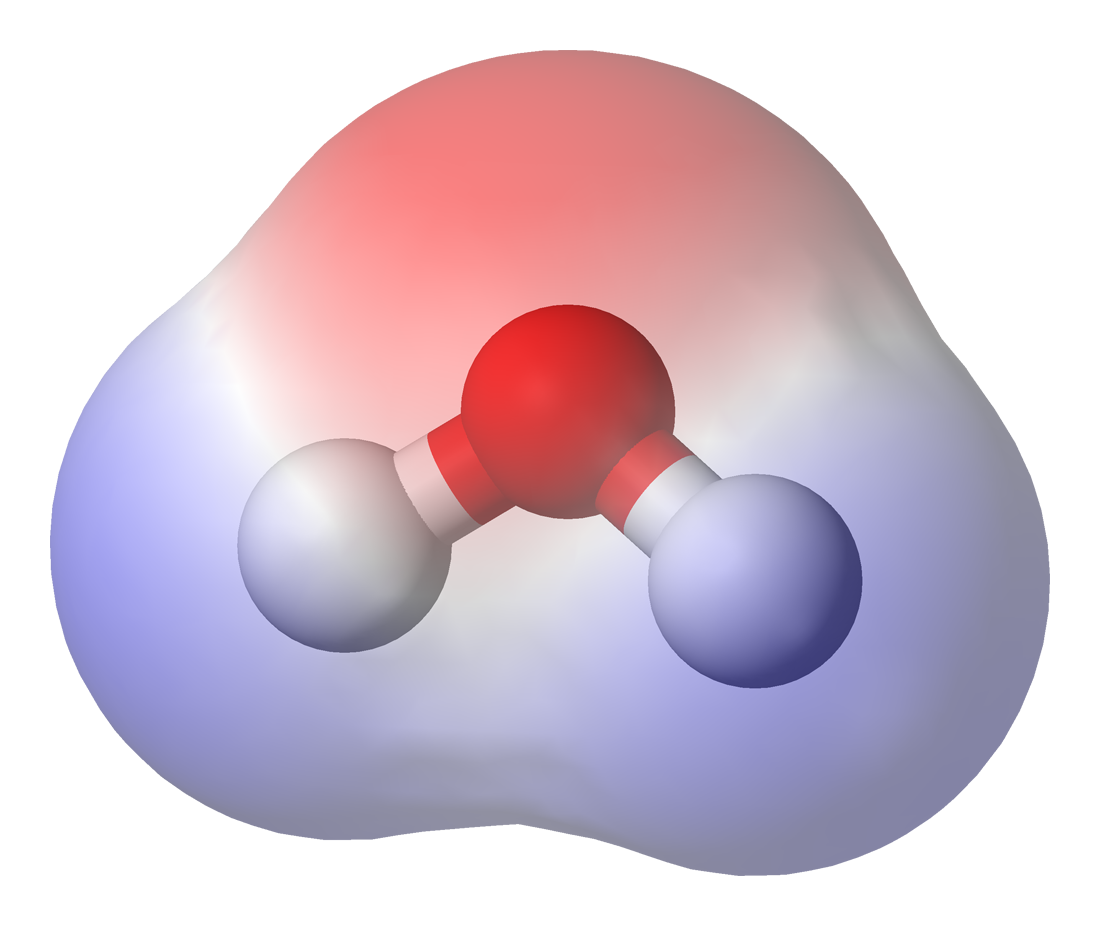
مولکول قطبی آب، مناطق آبی دارای بار مثبت و مناطق قرمز دارای بار منفی هستند.

پیوند قطبی (به انگلیسی: Polar bond) نوعی پیوند کووالانسی بین دو اتم یا بیشتر است که در آن الکترون‌ها به تعداد نامساوی به اشتراک گذاشته می‌شوند. به این دلیل، یک طرف مولکول بار نسبی منفی و طرف دیگر بار نسبی مثبتی دارد. نمونه‌ای از پیوند قطبی را می‌توان در مولکول آب دید که از دو اتم هیدروژن و یک اتم اکسیژن ساخته شده‌است.

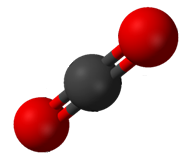
مولکول کربن دای اکسید با دو پیوند قطبی C-O به حالت هندسی خطی

بار جزئی پیوند را با نماد سیگمای منفی و مثبت برای متمایز ساختن آنها از بار یونی کامل، مشخص می‌شود. هر قدر اختلاف توانایی جذب الکترون به وسیلهٔ اتم‌هایی که با پیوند کووالانسی به یکدیگر متصل شده هستند، بیشتر باشد، پیوند قطبی تر و قدرمطلق بارهای جزئی بیشتر خواهد بود. اگر توزیع نابرابر الکترون‌ها به حد نهایی برسد، یکی از اتم‌ها تمام الکترون‌های پیوندی را خواهد داشت که نتیجهٔ آن تشکیل یونهای جداگانه است.
جهت‌گیری یک مولکول کووالانسی قطبی در یک میدان الکتریکی بین صفحه‌های یک خازن به گونه ای است که سر منفی آن به
سوی صفحه مثبت و سر مثبت آن به سوی صفحه منفی قرار می‌گیرد. مولکول‌های قطبی که به این ترتیب قرار می‌گیرند، در مقدار بار الکتریکی که دو صفحه باردار می‌توانند نگه دارند، اثر می‌گذارند. در نتیجه اندازه‌گیری‌هایی می‌توان انجام داد که محاسبهٔ کمیتی به نام گشتاور دوقطبی را امکان‌پذیر می‌سازد.
اگر دو بار مساوی با علامت مخالف در فاصلهٔ معینی از یکدیگر قرار داشته باشند، گشتاور دو قطبی به صورت زیر محاسبه خواهد شد:
```
 (فاصله)(بار)=گشتاور دو قطبی
```

گشتاور دو قطبی مولکول‌های غیر قطبی مانندH2,Cl2,Br2، صفر است. گشتاور دوقطبی مولکول‌های دواتمی قطبی، با افزایش قطبیت مولکول، افزایش می‌یابد.
لینوس پاولینک، گشتاور دوقطبی را برای محاسبهٔ خصلت یونی جزئی یک پیوند کووالانسی به کار برد. اگر HCl به‌طور کامل یونی
می‌بود، پون مثبتHویون منفیCl دارای بار واحد می‌بودند. طول پپیوندHClبرابر با ۱۲۷pmاست. گشتاور دوقطبی منفیClومثبتH
فرضی، چنین خواهد بود:
```
 (یک ممیز شش ضرب در ده به توان منفی نوزده). (یک ممیز بیست وهفت ضرب در ده به توان منفی ده)=
```

واحد دبی،D، برابر با C.mسه ممیز سی چهار ضرب در ده به توان منفی سی است.
گشتاور دو قطبی تجربی HCl برابر۱/۰۳است. اگر گشتاور تجربی را با گشتاور محاسبه شده برای منفیClمثبتHمقایسه کنیم، داریم:
```
 ۱/۰۳D/۶/۰۸=۰/۱۶۹
```

یعنی پیوندHCl، حدود ۱۶/۹٪ خصلت یونی دارد.